# Massilia Sound System
Massilia Sound System est un groupe de ragga occitan d'expression occitane fondé à Marseille en 1984.
Connu pour avoir su développer dès sa création une version provençale du ragga jamaïcain à travers des thèmes typiquement marseillais, des paroles chantées en occitan et une musique  empreinte de sonorités folkloriques, le groupe Massilia Sound System s'est, par la suite, ouvert à de nouvelles sonorités : indiennes, électroniques, drum'n'bass, et plus récemment rock.
À ses débuts dans la scène underground marseillaise, boudé par les maisons de disques comme de nombreux groupes alternatifs français à l'époque, le groupe a fondé sa propre structure de production, Ròker Promocion. Cette structure a contribué à lancer quelques groupes désormais connus tels que Fabulous Trobadors ou encore IAM.
Le groupe s'implique depuis très longtemps dans la vie culturelle de Marseille, multipliant les concerts associatifs, les repas de quartier et autres initiatives conviviales.

## Parcours
Le Massilia Sound System s’inscrit dans le renouveau des cultures occitanes engagé par Félix Castan et Bernat Lubat, qui gagne une audience nationale en réaction à la montée du Front National en Provence-Alpes Côte d’Azur dans les années 1990. Il donne une visibilité nationale à la culture populaire marseillaise, donnant ainsi une identité positive à une génération entière de jeunes Marseillais, fiers de leur ville et de sa capacité à brasser les cultures.
Des liens régionaux se sont formés avec d'autres formations, comme les Fabulous Trobadors de Claude Sicre ou Zebda à Toulouse, les Nux Vomica à Nice, la Talvera de Daniel Loddo dans le Tarn, Mauresca Fracàs dub à Montpellier, Joglar'verne en Auvergne et d'autres formations reggae et ragga utilisant des valeurs régionales, notamment la langue occitane.
Le 14 février 2002 au Théâtre Toursky de Marseille, les membres du Massilia Sound System (René Mazzarino et François Ridel) se sont vus décorés des insignes de Chevalier de l'Ordre des Arts et des Lettres.
Leurs derniers albums réintègrent les sonorités rock, approfondissent les explorations world, comme l'utilisation des tablas, et font même quelques incursions dans le drum and bass.
En 2004, ils ont décidé de laisser place à des projets solo, comme ceux de Oai Star (rock et ragga festif), Papet J (dub), Moussu T e lei Jovents (le groupe de Tatou, chanson).
Oai e libertat est sorti le 1er octobre 2007. Après 3 ans de travaux sur des projets solo, les membres du groupe se sont retrouvés pour travailler sur un nouvel opus. Plus numérique, cet album confirme l'éloignement du groupe de ses racines musicales originelles, pour une orientation plus électronique et pop. DJ Kayalik et Gari Greu auraient livré une multitude de riddims aux autres membres du groupe afin de réaliser ce nouvel album.
Lors de la tournée d'octobre et novembre 2007, consacrée à leur nouvel album Oai e libertat, les trois musiciens n'étaient accompagnés que de 3 MC, Papet J, Moussu T et Gari Greu. Le quatrième MC, Lux Botté, n'a pu participer à cette tournée pour des raisons médicales. Le 18 juillet 2008, Lux décède à Gardanne des suites d'un cancer, à l'âge de 47 ans.
En 2014, pour les 30 ans du groupe, l'album Massilia est sorti, en même temps qu'un livre biographique Massilia sound system - La façon de Marseille écrit par Camille Martel.

## Discographie

### Albums studio
- 1992 : Parla Patois
- 1993 : Chourmo
- 1995 : Commando Fada
- 1997 : Aïollywood
- 2001 : 3968 CR 13
- 2002 : Occitanista
- 2007 : Òai e Libertat
- 2014 : Massilia
- 2021 : Sale Caractère

### Autres publications
Les deux démos ont été publiées sur cassette audio et n'ont jamais été réédités sous une autre forme. Elles sont désormais complètement introuvables.
L'album live On met le òai partout, sorti en 1996, n'avait pas été réédité, à l'inverse des quatre premiers albums studio de Massilia Sound System qui ont pour leur part tous été remastérisés et réédités chez Wagram. Ce sera chose faite en avril 2011. Ce live fera partie de l'album Live e Libertat.
- 1989 : Rude et Souple (démo)
- 1990 : Vive le PIIM (démo)
- 1992 : Violent (CD EP 6 titres)
- 1996 : On met le òai partout (CD live)
- 1999 : Marseille London Experience (remixes)
- 2004 : Massilia fait tourner (CD live + DVD)
- 2011 : Live e libertat (DVD live + réédition de On met le òai partout)

### Participations
- 1998 : Vas-y minot sur la compilation Amour foot
- 2007 : Reprise de Oui Oui Et La Voiture Jaune sur l'album Mort aux Ludwig von 88
- 2017 : Reprise de Tonton Cristobal sur l'album Au café du canal - La tribu de Pierre Perret
- 2020 : La Main verte XXV sur l'album XXV de Tryo, avec Mike et Riké de Sinsemilia
- 2024 : De la musique plein les yeux (avec Aurel)

### Projets parallèles
En 2004, les membres du groupe décident de faire une pause afin de se consacrer à leurs projets solo respectifs. La plupart de ces projets s'inscrivent dans la continuité des expérimentations sonores de Massilia Sound System et les disques publiés peuvent être considérés comme partie intégrante de la discographie du groupe.

#### Òai Star
Òai Star est un groupe de punk rock fondé par Lux Botté et Gari Grèu. Le groupe a publié quatre albums studio et un album live. Le projet est toujours actif malgré la mort de Lux B en 2008, mais a pris depuis un tournant résolument electro et expérimental. DJ Kayalik,  Blu et Dadoo ont également participé au projet.
- 2001 : Volume 2
- 2004 : Oaistar
- 2005 : In vivo (live)
- 2006 : Va à Lourdes
- 2009 : Manifesta
- 2014 : Oai And I
- 2016 : Foule Colore
- 2023 : Zulu Oscar Bravo India
- 2023 : Zulu Oscar Bravo Indub
- 2025 : Live at the Fumi Club (Live)

#### Moussu T e lei Jovents
Moussu T e lei Jovents est un groupe de chanson occitane et de blues fondé par Moussu T et Blu. Le groupe a publié cinq albums studio, un album live et un DualDisc DVD contenant des remixes et des vidéos.
- 2004 : Mademoiselle Marseille
- 2006 : Forever Polida
- 2007 : Inventé à La Ciotat (Dual Disc best of + remixes/DVD)
- 2008 : Home Sweet Home
- 2010 : Putan de cançon
- 2012 : Empêche-nous ! (live)
- 2013 : Artemis
- 2014 : Opérette
- 2016 : Navega !

#### Papet J
Papet J publie pour sa part des albums en solo. Le premier, Papet-J.com, est un album de ragga assez classique enregistré avec un nouveau sound system DJ Kafra et Markus Hanky fondé pour l'occasion et baptisé Soleil FX. Le second, enregistré avec le musicien multi-instrumentiste Rit, est un album qui s'éloigne du style traditionnel de Papet J et explore des voies plus blues.
- 2006 : Papet-J.com (avec Soleil FX)
- 2010 : Papet-J.rit (avec Rit)
- 2015 : Raggamuffin Vagabond

## Membres du groupe

### Membres actuels
- Papet J / Jali (René Mazzarino) : MC
- Moussu T / Tatou (François Ridel) : MC
- Gari Grèu (Laurent Garibaldi) : MC
- Blu (Stéphane Attard) : guitare
- Janvié (Dominique Danger) : claviers
- DJ Kayalik (Gilbert Kayalik) : platines, samples

### Anciens membres
- Lux B (Lux Botté) : MC (décédé le 18 juillet 2008 à l'âge de 47 ans)
- Goatari / Lo Minot (Bruno Martin) 1989-1996 : platines, claviers, boîte à rythmes (décédé le 8 février 2015 à l'âge de 44 ans[3])

### Documentaires
- Massilia Sound System, le film, documentaire sur le groupe, réalisé par Christian Philibert

- Coup de Cœur Musiques du Monde 2018 de l’Académie Charles Cros
- Marseille, en chair et en oc', documentaire radio sur la scène occitano-marseillaise, réalisé par Péroline Barbet et Séverine Cassar pour l'émission La Fabrique de l'Histoire sur France Culture